# Earliella
Earliella is een monotypisch geslacht van schimmels behorend tot de familie Polyporaceae. De typesoort is Earliella cubensis. Later is deze soort hernoemd naar Earliella scabrosa.